# Drehtheater
Ein Drehtheater ist ein Theater, bei dem sich der Zuschauerraum um einzelne Bühnensegmente dreht.
Auf den Bühnen werden in aller Regel Animatronic oder Spezialeffekte eingesetzt, da die Show im Dauerbetrieb stattfindet. Nach jeder Szene dreht der kreisrunde Zuschauerraum ein Segment weiter und gibt den Blick auf die nächste Bühne frei.
Ein solches Theater gibt es in Deutschland nur im Europa-Park Rust. Im Heide-Park gibt es für die „Hallo-Spencer-Show“ ein ähnliches Theater, bei dem sich aber die Zuschauerplätze auf einer Bühne in der Mitte drehen und die Szenen als fortlaufende Geschichte außen zu sehen sind.
Ein bekanntes europäisches Drehtheater befindet sich in der tschechischen Stadt Český Krumlov. 1958 noch als primitive Holzdrehbühne gebaut, wurde das Theater nach 30 Jahren zunächst geschlossen. 1993 wurde der Spielbetrieb wieder aufgenommen. Ein weiteres Theater mit Drehtribüne befindet sich im finnischen Tampere, das Theater Pynikki.